# (274301) Википедия
(274301) Википедия (274301 Wikipedia) — астероид главного пояса, открытый 25 августа 2008 года в 22 ч 47 мин 45 с (UTC) астрономами Андрушёвской астрономической обсерватории (Житомирская область, Украина). Назван в честь интернет-энциклопедии «Википедия».

## Открытие и название
Впервые астероид был обнаружен 8 сентября 1997 года в обсерватории CERGA в рамках проекта OCA-DLR. При регистрации объекту было присвоено обозначение 1997 RO4. Полученных данных оказалось недостаточно для вычисления орбиты.
В марте — апреле 2007 года астероид был зарегистрирован второй раз — обзором Маунт-Леммон и проектом Spacewatch. При этом он получил обозначение 2007 FK34.
Наконец, 25 августа 2008 года астероид был открыт в третий раз — в Андрушёвской астрономической обсерватории. При регистрации открытия объекту было присвоено обозначение 2008 QH24.
18 апреля 2011 года объект был включён в каталог малых планет под номером 274301.
Предложение назвать один из открытых в Андрушёвской обсерватории астероидов именем «Википедия» в честь свободной энциклопедии поступило от википедиста и члена правления ОО «Викимедиа Украина» Андрея Макухи, затем основатель Андрушёвской обсерватории Юрий Иващенко обратился с этой инициативой в Комитет по номенклатуре малых планет. Предложение было одобрено всеми членами комитета, и 27 января 2013 года астероид официально получил новое название.
Примечание, добавленное в «Циркуляр малых планет» № 82403, гласит:

Википедия — это свободная совместно редактируемая интернет-энциклопедия, запущенная в 2001 году. Спустя 11 лет с начала её составления она стала одной из крупнейших справочных работ и одним из самых посещаемых веб-сайтов в Интернете. Она написана энтузиастами со всего мира на более чем 270 языках.
Оригинальный текст (англ.)Wikipedia is a free, copyleft, collaboratively edited online encyclopedia launched in 2001. In 11 years of its compilation it became one of the largest reference works and one of the most visited web-sites on the Internet. It is developed in more than 270 languages by enthusiasts from all over the world.

По сообщениям ряда СМИ, подобное решение, приуроченное ко «дню рождения» Украинской Википедии, делает астероид «первым памятником Википедии и википедистам всего мира».

## Орбитальные характеристики
Википедия обращается в средней части Главного пояса астероидов на среднем расстоянии в 2,382 а. е. (356,3 млн км) от Солнца. Её орбита обладает маленьким эксцентриситетом, равным 0,1455 и наклонением в 6,732°. Максимальное расстояние, на котором Википедия может находиться от Солнца, составляет 2,728 а. е. (408,2 млн км), минимальное — 2,035 а. е. (304,5 млн км).
Орбитальные характеристики Википедии позволяют отнести её к семейству Весты — наиболее многочисленному семейству астероидов Главного пояса.
Период обращения Википедии вокруг Солнца составляет 3,68 года (1343 суток).
Абсолютная звёздная величина Википедии составляет 16,9m. Его видимый блеск в течение синодического периода меняется в пределах 18,8—22,5m.

## Физические характеристики
До настоящего времени (2020 год) точный размер Википедии не установлен, но, исходя из её яркости, может составлять, в зависимости от альбедо, от 1 до 2 км.
Предположительно астероид состоит из камня и металлов. Внешне практически неотличим от подобных ему небесных тел из главного пояса астероидов.